# Vivian Hanjohr

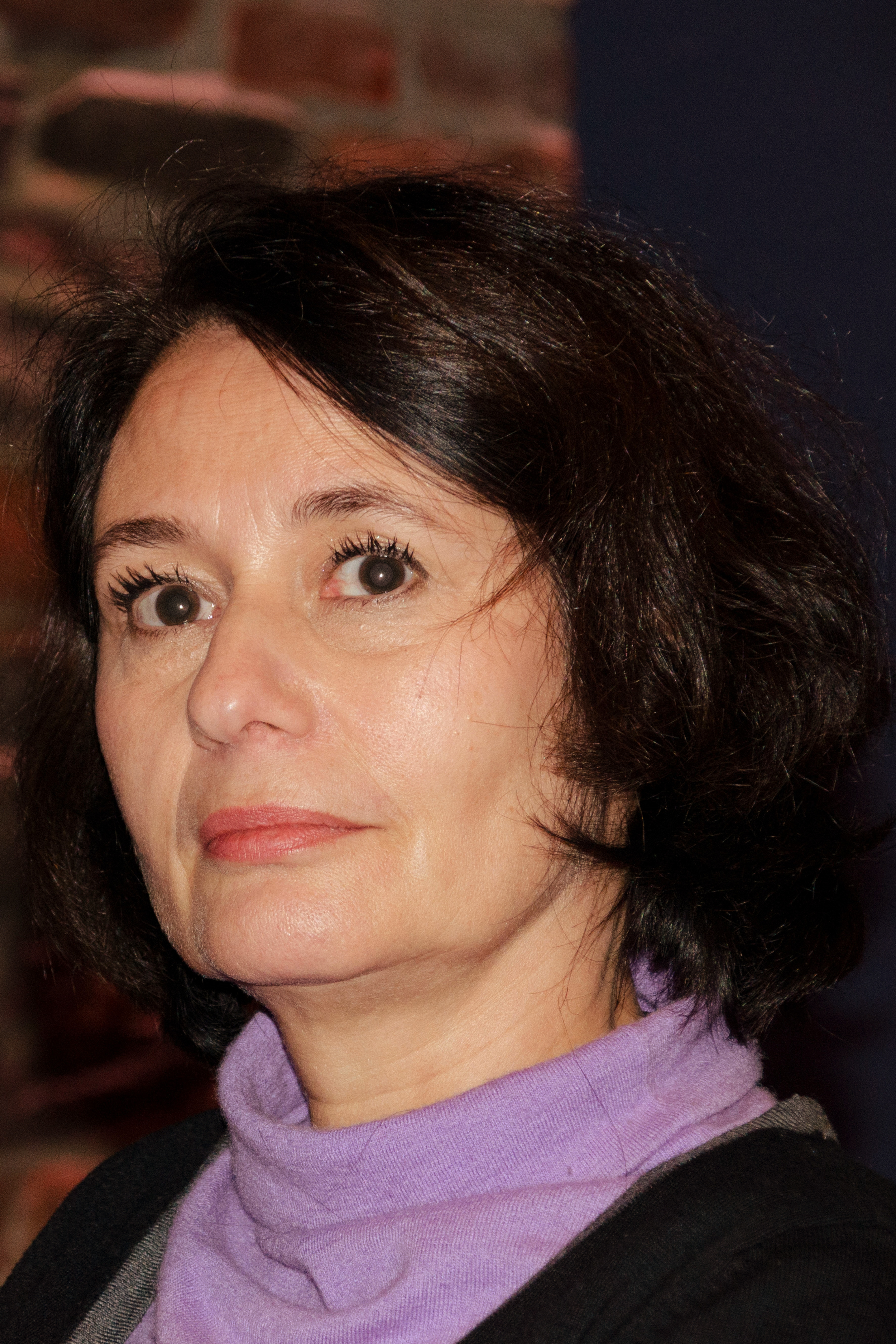
Vivian Hanjohr 2022 im Moritzhof Magdeburg

Vivian Hanjohr (* 18. August 1966 in Ost-Berlin) ist eine deutsche Gitarristin und ehemalige Schauspielerin.

## Leben
Vivian Hanjohrs Eltern trennten sich noch vor ihrer Geburt. Ihre Mutter gab das Kind eine Woche nach der Entbindung zur Großmutter des Mädchens in Berlin-Mitte, die Hanjohr behütet aufzog. Ein Großvater war arabischer Herkunft. Hanjohrs Großmutter verfügte über wenige Mittel und wurde von einer in England lebenden Tante des Mädchens unterstützt.
Hanjohr besuchte die Musikschule Leo Spies in Prenzlauer Berg, wo sie im Alter von sechs Jahren mit dem Gitarrenspiel anfing. Auf Anregung ihrer Großmutter bewarb sie sich als Jugendliche erfolgreich beim öffentlichen Casting für eine Rolle in Helmut Dziubas Spielfilm Erscheinen Pflicht mit Lissy Tempelhof und Peter Sodann. Die Literaturverfilmung erzählt die Geschichte eines 16-jährigen Mädchens, das als Tochter eines verdienten Brandenburger Kreisratsvorsitzenden aufwächst, aber durch den plötzlichen Tod des Vaters Anfang der 1980er Jahre aus ihrem privilegierten Lebensrhythmus gerissen wird. Fast ein halbes Jahr hatte sich Dziuba Zeit genommen, die Rollen unter jugendlichen Laiendarstellern fortwährend zu tauschen, um so ihr schauspielerisches Vermögen auszutesten. Am meisten beeindruckte den Regisseur die junge Vivian Hanjohr, die schließlich die Hauptrolle des FDJ-Mitgliedes Elisabeth spielten durfte.
Erscheinen Pflicht wurde am 16. Mai 1984 als Eröffnungsfilm des 3. Nationalen Spielfilmfestivals in Karl-Marx-Stadt uraufgeführt. Der DEFA-Jugendfilm wurde aber aufgrund seines gesellschaftskritischen Inhalts aus dem Programm der Kinos in der DDR genommen. Bis zu seiner Ausstrahlung im Fernsehen nach der politischen Wende 1989/90 durfte Dziubas Film nur noch in geschlossenen Vorführungen gezeigt werden.
Für Hanjohr blieb Erscheinen Pflicht der einzige Auftritt als Schauspielerin. Sie legte später das Abitur an der Georg-Friedrich-Händel-Schule, einer Spezialschule für Musik, ab und studierte anschließend bis 1988 das Fach Konzertgitarre an der Hochschule für Musik in Berlin. Eigenen Angaben zufolge hätte Hanjohr gerne eine Schauspielausbildung absolviert, da in der DDR ein Doppelstudium aber nicht möglich war, blieb sie bei der Musik.
Die diplomierte Musikpädagogin und alleinerziehende Mutter von Zwillingen arbeitet seitdem an der Musikschule „Fanny Hensel“ in Berlin-Mitte und wurde als Gast-Sologitarristin für Aufführungen der Berliner Staatsoper im In- und Ausland engagiert. 2002 war Hanjohr mit drei weiteren Musikschullehrerinnen an der Gründung des Berliner Gitarrenquartetts Cuarteto Apasionado beteiligt. Mit diesem interpretiert sie seither unter anderem Werke von Debussy, Händel, Tschaikowski sowie Stücke von bekannten zeitgenössischen Gitarristen wie Roland Dyens oder Pat Metheny.
Mehrfach stand Hanjohr bei Aufführungen von Erscheinen Pflicht als Interview-Partnerin zur Verfügung, so Anfang Februar 2009 bei den Deutsch-deutschen Filmwelten. Im selben Jahr trat sie gemeinsam mit unter anderem Andreas Dresen und Anja Kling als Zeitzeugin in der ARD-Dokumentation Freundschaft! auf. Der Film von Lutz Hachmeister und Mathias von der Heide beleuchtete die Gesamtgeschichte des sozialistischen Jugendverbands Freie Deutsche Jugend (FDJ) und wurde 2009 mit dem Deutschen Fernsehpreis ausgezeichnet.

## Filmografie
- 1984: Erscheinen Pflicht